# موتور چنگیز (کورین، یک)
موتور چنگیز روستایی در دهستان کورین بخش کورین شهرستان زاهدان استان سیستان و بلوچستان ایران است.

## جمعیت
بر پایه سرشماری عمومی نفوس و مسکن در سال ۱۳۹۵ جمعیت این روستا ۲۷۵ نفر (۷۰خانوار) بوده‌است.